# بوديمير بوياسيتش
بوديمير بوياسيتش (Budimir Vujačić) (4 يناير 1964 في بودغوريتسا في الجبل الأسود – )؛ هو لاعب كرة قدم سابق كان يلعب كمدافع. يلعب مع منتخب يوغوسلافيا لكرة القدم منذ عام 1989.

## وصلات خارجية
- بوديمير بوياسيتش على موقع رابطة كرة القدم اليابانية للمحترفين (اليابانية)
- بوديمير بوياسيتش على موقع قاعدة بيانات كرة القدم.إي يو (الإنجليزية)
- بوديمير بوياسيتش على موقع بيانات كرة القدم. دي إي (الألمانية)
- بوديمير بوياسيتش على موقع ناشيونال فوتبول تيمز (الإنجليزية)
- بوديمير بوياسيتش على موقع Soccerway.com (الإنجليزية)
- بوديمير بوياسيتش على موقع عالم كرة القدم.نت (الإنجليزية)

- National Football Teams